# Střední Pohjanmaa
Střední Pohjanmaa či Střední Ostrobotnie je jednou z 19 finských provincií. Nachází se na západě státu na pobřeží Botnického zálivu. Sousedí s regiony Jižní Pohjanmaa, Pohjanmaa, Severní Pohjanmaa a Střední Finsko. Správním střediskem je město Kokkola. Nejvyšším bodem celé provincie je Salmelanharju o nadmořské výšce 219 m n. m. Stejně jako další finské provincie, má i Střední Pohjanmaa určené své symboly z ptačí říše, flóry, ryb a hornin. Jsou jimi skřivan polní, zvonek okrouhlolistý, síh severský a rula.

## Obce
V roce 2018 se kraj skládal z 8 obcí (finsky kunta). Obce byly seskupeny do 2 okresů (tzv. seutukunta). Dvě města v kraji jsou zapsány tučným písmem.
- Halsua
- Kannus
- Kaustinen
- Kokkola
- Lestijärvi
- Perho
- Toholampi
- Veteli